# Herdeiro Lucau
Herdeiro Lucau, född 7 april 1987 i Gabina i Angola, är en svensk-kongolesisk handbollsmålvakt, fostrad i Märstaklubben Skånela IF.

## Handbollskarriär
Herdeiro Lucau spelade 2005 till 2009 för IF Guif. Han fick 2008 landslagsdebutera när han spelade för Guif. Den 6 till 17 november 2008 lånades han ut till THW Kiel, med kort varsel, efter att Andreas Palicka blev skadad i några veckor. Från sommaren 2009 fram till februari 2010 spelade Lucau för VfL Gummersbach. 23 februari 2010 lånades han ut till den spanska klubben BM Valladolid till säsongens slut. 2010 till 2012 spelade han för SDC San Antonio. 
Den 19 juni 2012 annonserade IFK Kristianstad att Lucau var klar för klubben. Han gjorde en mycket bra säsong för klubben och spelade strålande i SM-finalen mot HK Drott. Då hände det. Philip Stenmalm fick på ett hårt skott som träffade Lucau i ansiktet, och det blev en allvarlig ögonskada och ambulansfärd till sjukhus. IFK Kristianstad tappade sitt spel och Drott vann finalen. Efter denna skada spelar Lucau med skyddsglasögon. Han var populär hos Kristianstads fans men klubben förlängde inte kontraktet 2014. Han gick då tillbaka till sin gamla klubb Eskilstuna Guif.
Under 2019 bytte Lucau till Kongo-Kinshasas landslag. Inför säsongen 2020/2021 återvände han till moderklubben Skånela IF.

## Landslagsspel
- 27 J-landskamper, 1 mål
- 10 U-landskamper, 2 mål
- 2 A-landskamper[10]
- A-landslagsdebut i Nyköping den 26 maj 2008 mot Litauen.

## Klubbar
- Skånela IF (–2005)
- IF Guif (2005–2009)
  - →  THW Kiel (lån, 6–17 nov 2008)
- VfL Gummersbach (2009–23 februari 2010)
  - →  BM Valladolid (lån, 23 feb 2010–juni 2010)
- SDC San Antonio (2010–2012)[11]
- IFK Kristianstad (2012–2014)
- Eskilstuna Guif (2014–2020)
- Skånela IF (2020–)